# تورنلو
تورنلو (به انگلیسی: Thornloe) یک روستا در کانادا است که در بخش تیمیسکیمینگ واقع شده‌است.

## خصوصیات
تورنلو ۱۲۳ نفر جمعیت دارد.